# Afromevesia peringueyi
Afromevesia peringueyi är en stekelart som först beskrevs av Cameron 1905.  Afromevesia peringueyi ingår i släktet Afromevesia och familjen brokparasitsteklar. Inga underarter finns listade i Catalogue of Life.